# Gülnezer Bextiyar
Gülnezer Bextiyar dite Gulinazha, (chinois simplifié : 古力娜扎·拜合提亞爾 ; pinyin : Gǔlìnàzhā Bàihétíyàer; ouïghour : گۈلنەزەر بەختىيار) née le 2 mai 1992 à Ürümqi, est une actrice et 
mannequin chinoise d'origine ouïghoure.

## Biographie

### Jeunesse et formation
Elle est née à Ürümqi, Xinjiang, Chine et est d'origine ouïghoure. Elle entre à l'Université des Arts du Xinjiang, se spécialisant en danse.
En 2011, elle auditionné pour l'académie de cinéma de Pékin.

### Carrière professionnelle
In  2013, elle fait ses débuts dans le film Police Story: Lockdown de Ding Sheng.
En 2018, elle joue le rôle de Diao chan dans le film Dynasty Warriors de Roy Chow (en), basé sur le jeu vidéo du même nom.
En 2024, elle devient ambassadrice de Chine pour Yves Saint Laurent.

### Vie personnelle
Elle révèle sur Sina Weibo qu'elle sort avec l'acteur Hans Zhang (en) de 2015 à 2017.

## Filmographie
- 2013 : Police Story: Lockdown : Xiao Wei
- 2018 : Dynasty Warriors : Diao chan